# Canton de Grand-Fougeray
Le canton de Grand-Fougeray est une ancienne division administrative française, située dans le département d'Ille-et-Vilaine et la région Bretagne.

## Représentation

### conseillers généraux de 1833 à 2015
- Créé au début du XIXe siècle, le canton de (Grand) Fougeray a été intégré dans celui de Bain-de-Bretagne à la suite du redécoupage cantonal entrainé par la loi du 17 mai 2013[2].
- De 1833 à 1848, les cantons de Fougeray et de Bain-de-Bretagne avaient le même conseiller général. Le nombre de conseillers généraux était limité à 30 par département[3].

| Période      | Période      | Identité                                          | Étiquette          | Qualité |
| ------------ | ------------ | ------------------------------------------------- | ------------------ | --- |
| 1833         | 1837 (décès) | René Julien Barbotin (1760-1837)                  |                    | Propriétaire et chirurgien à Bain-de-Bretagne                                                                                             |
| 1837         | 1847 (décès) | M. Zoé Lasnier (1788-1847)                        |                    | Ancien capitaine de grenadiers Juge de paix du Canton de Fougeray, conseiller d'arrondissement                                            |
| 1847         | 1848         | Emmanuel de Jourdan (1803-1869)                   |                    | Propriétaire à Bain-de-Bretagne |
| 1848         | 1864         | Jean-Louis Marion                                 |                    | Propriétaire, maire de Grand-Fougeray |
| 1864         | 1871         | Jean Marie Louis Alexandre Gaultier de Beauvallon | Bonapartiste       | Avocat à Nantes |
| 1871         | 1874         | Vicomte Alfred de Bréhier                         | Légitimiste        | Propriétaire à Fougeray |
| 1874         | 1880         | Ernest Guichaud                                   | Républicain        | Propriétaire, maire de Fougeray |
| 1880         | 1892         | Charles Billot                                    | Droite légitimiste | Propriétaire |
| 1892         | 1895 (décès) | Émile Récipon                                     | Républicain        | Ancien tanneur et propriétaire, maire de Laillé Député des Alpes-Maritimes (1879-1885) Député d'Ille-et-Vilaine (1885-1889 etr 1893-1895) |
| 1895         | 1910         | Jean-Marie Chupin                                 | Conservateur       | Notaire - Maire de Grand-Fougeray |
| 1910         | 1940         | Charles Chupin (Père)                             | DVD                | Notaire Maire de Grand-Fougeray Nommé conseiller départemental en 1943                                                                    |
|              |              |                                                   |                    | |
| 1945         | 1970 (décès) | Charles Chupin (Fils)                             | RPF puis DVD       | Notaire à Grand-Fougeray |
| 21 juin 1970 | 1992         | Noël Chevalier                                    | DVD                | Médecin Conseiller municipal de Grand-Fougeray (1971-1989)                                                                                |
| 1992         | 2011         | Joseph Tripon                                     | DVD                | Professeur de Mathématiques/Sciences-Physiques retraité, Grand-Fougeray                                                                   |
| 2011         | 2015         | Alain Saurat                                      | App. UDI           | Médecin Conseiller municipal de Grand-Fougeray (depuis 2014)                                                                              |

### Résultats électoraux
Élections cantonales, résultats des deuxièmes tours :
- Élections cantonales de 1998 : 80 % pour Joseph Tripon (DVD) élu au premier tour.
- Élections cantonales de 2004 : 63,83 % pour Joseph Tripon (DVD) élu au premier tour,  20,34 % pour Marie-Thérèse Gérard (PS), 68,08 % de participation[10].
- Élections cantonales de 2011 : 63,07 % pour Alain Saurat (DVD), 36,93 % pour Sylvain Charat (NC), 55,14 % de participation[11].

### Conseillers d'arrondissement (de 1833 à 1940)
Le canton de Fougeray avait deux conseillers d'arrondissement.
| Période                                  | Période | Identité                       | Étiquette    | Qualité |
| ---------------------------------------- | ------- | ------------------------------ | ------------ | --- |
| 1833                                     | 1839    | Pierre Nicolas Chevalier       |              | Avocat, notaire, propriétaire à Bourg-des-Comptes                                                                 |
| 1833                                     | 1836    | Jean Stanislas Fromont         |              | Propriétaire, rentier, maire de Fougeray                                                                          |
| 1836                                     | 1837    | Zoé Lasnier                    |              | Juge de paix à Fougeray                                                                                           |
| 1837                                     | 1848    | Louis Simon Marion (1800-1881) |              | Propriétaire, maire de Fougeray                                                                                   |
|                                          |         |                                |              | |
| 1901                                     | 1913    | Édouard Moisan                 | Conservateur | Notaire, maire de Grand-Fougeray                                                                                  |
| 1913                                     | 1940    | Joseph de Gouyon               | Conservateur | Propriétaire du château du Port-de-Roche, maire de Sainte-Anne-sur-Vilaine, Président du Conseil d'arrondissement |
| 1940                                     |         |                                |              | Les conseils d'arrondissement ont été suspendus par la loi du 12 octobre 1940 et n'ont jamais été réactivés       |
| Les données manquantes sont à compléter. |         |                                |              | |

## Composition
Le canton de Grand-Fougeray regroupe les communes suivantes :
| Nom                        | Code Insee | Intercommunalité                      | Superficie (km2) | Population (dernière pop. légale) | Densité (hab./km2) |
| -------------------------- | ---------- | ------------------------------------- | ---------------- | --------------------------------- | ------------------ |
| Grand-Fougeray (chef-lieu) | 35124      | CC Bretagne Porte de Loire Communauté | 55,42            | 2 431 (2014)                      | 44                 |
| La Dominelais              | 35098      | CC Bretagne Porte de Loire Communauté | 32,45            | 1 326 (2014)                      | 41                 |
| Sainte-Anne-sur-Vilaine    | 35249      | CC Bretagne Porte de Loire Communauté | 28,57            | 994 (2014)                        | 35                 |
| Saint-Sulpice-des-Landes   | 35316      | CC Bretagne Porte de Loire Communauté | 11,19            | 784 (2014)                        | 70                 |

## Démographie
| 1962  | 1968  | 1975  | 1982  | 1990  | 1999  | 2006  | 2011  | 2012  |
| ----- | ----- | ----- | ----- | ----- | ----- | ----- | ----- | ----- |
| 4 885 | 4 629 | 4 268 | 4 228 | 4 160 | 4 217 | 5 031 | 5 438 | 5 461 |